# Eléonora Molinaro
Eléonora Anne-Sophie Rbis Molinaro Simon (ur. 4 września 2000 w Luksemburgu) – luksemburska tenisistka.

## Kariera tenisowa
W rozgrywkach zawodowych zadebiutowała 4 lutego 2015 roku w turnieju Fed Cup 2015 w Tallinnie, w grupie II strefy europejsko-afrykańskiej, przegrywając Tadeja Majerič ze Słowenii 3:6, 1:6. Na koncie ma wygranych siedem turniejów singlowych rangi ITF.
Debiut w cyklu rozgrywek WTA zaliczyła w turnieju w Luksemburgu w 2015 roku. Zagrała tam w pierwszej rundzie eliminacji (z dziką kartą) przeciwko Mathilde Johansson, przegrywając w dwóch setach 1:6, 6:7(4).

## Wygrane turnieje rangi ITF
| turnieje z pulą nagród 100 000 $ |
| turnieje z pulą nagród 75 000 $  |
| turnieje z pulą nagród 50 000 $  |
| turnieje z pulą nagród 25 000 $  |
| turnieje z pulą nagród 15 000 $  |
| turnieje z pulą nagród 10 000 $  |

### Gra pojedyncza
|    | Data       | Turniej | ($)    | Naw.          | Finalistka          | Wynik         |
| 1. | 28/01/2018 | Antalya | 15 000 | ziemna        | Włada Kowal         | 6:3, 6:1      |
| 2. | 18/03/2018 | Gonesse | 15 000 | twarda (hala) | Marine Partaud      | 6:2, 6:1      |
| 3. | 19/03/2019 | Gonesse | 15 000 | ziemna (hala) | Rebeka Masarova     | 6:2, 2:6, 6:4 |
| 4. | 12/05/2019 | Antalya | 15 000 | ziemna        | Zeynep Sönmez       | 7:5, 6:4      |
| 5. | 19/05/2019 | Antalya | 15 000 | ziemna        | Inès Ibbou          | 6:2, 6:4      |
| 6. | 07/07/2019 | Denain  | 25 000 | ziemna        | Katharina Hobgarski | 6:4, 1:6, 6:3 |
| 7. | 29/09/2019 | Brno    | 25 000 | ziemna        | Federica Di Sarra   | 6:4, 6:3      |